# Neurosecreción
La neurosecreción es el almacenamiento, síntesis y liberación de hormonas de las neuronas. Estas neurohormonas, producidas por células neurosecretoras, normalmente son secretadas por células nerviosas en el cerebro que luego circulan hacia la sangre. Estas neurohormonas son similares a las células y glándulas endocrinas no neurales en que también regulan las células endocrinas y no endocrinas. Las células de neurosecreción sintetizan y las almacenan en vesículas y las exocitan en las terminaciones de los axones tal como lo hacen las neuronas normales, pero liberan su producto más lejos de su objetivo que las neuronas normales (que liberan sus neurotransmisores en distancias cortas en las sinapsis), típicamente liberando sus neurohormonas en el sistema circulatorio para alcanzar sus objetivos distantes.

## Descubrimiento
En 1928, Ernst Scharrer planteó la hipótesis de que las neuronas neurosecretoras del hipotálamo del pez teleósteo, Phoxinus laevis, tenían una actividad secretora similar a la de las células de las glándulas endocrinas. A medida que se supo más acerca de las células neurosecretoras, la diferencia entre las acciones de la comunicación nerviosa y la liberación de hormonas endocrinas se volvió menos clara. Al igual que la neurona promedio, estas células conducen impulsos eléctricos a lo largo del axón, pero a diferencia de estas neuronas, la neurosecreción produce neurohormonas que se liberan en la circulación del cuerpo. Combinando las propiedades del sistema nervioso y endocrino, estas células tienen la capacidad de afectar los nervios a través de mensajeros químicos.

## Insectos
En organismos más simples, los mecanismos de neurosecreción regulan el corazón, el proceso de metamorfosis e influye directamente en el desarrollo de la función gonadal. En organismos más avanzados, la función gonadal es manipulada por los procesos endocrinos intermediarios. Los axones de las células neurosecretoras se remontan a los cuerpos cardíacos y los cuerpos allata y producen y secretan una hormona cerebral que los fisiólogos de insectos sospechan que está unida a una gran proteína transportadora. Aunque se desconoce la función, hay una multitud de estas células que se encuentran en los ganglios ventrales del cordón nervioso. Las células neurosecretoras, que se encuentran en grupos en las partes medial y lateral del cerebro, controlan la actividad de los cuerpos allata mediante la producción de hormona juvenil durante los estadios larvarios o ninfales, la fase entre los períodos de muda en los insectos. La producción de esta hormona inhibe al insecto durante la conversión a la madurez y se reactiva una vez que el adulto completamente desarrollado está preparado para la reproducción. El 3er Simposio Internacional sobre Neurosecreción de la Universidad de Bristol discutió la estructura intracelular de las células neurosecretoras y la ruta de migración a los órganos diana o áreas de líquido vascular por parte de los gránulos neurosecretores.